# Ikki el puercoespín
Ikki el puercoespín es un personaje de ficción creado por Rudyard Kipling en la novela El libro de la selva.
En la historia "De cómo vino el miedo" tiene una breve aparición burlándose de Mowgli, que intenta, sin éxito, tirar de sus espinas.
Las primeras ediciones del libro lo nombran como Sahi. Kipling pudo haber cambiado el nombre porque sentía que el puercoespín necesitaba un nombre con sonido "más espinoso". Este párrafo no explica la real historia ya que Ikki y Sahi son dos personajes muy distintos, los dos llevaban noticias, Ikki era olvidadizo y las daba al revés; además era lento. Sahi por el contrario daba noticias importantes y era rápido.
Ikki aparece también en "El puercoespín y la gente del veneno", una historia del Tercer Libro de la Selva, por Pamela Jekel. En la historia, Mowgli e Ikki pasan algún tiempo haciéndose bromas el uno al otro hasta que Mowgli cae en un nido de cobras y entonces Ikki tiene que ayudarle.
Además Ikki y Sahi son nombres que se dan en manada (grupos scout), además de muchos otros nombres.